# Ceramica protogeometrica

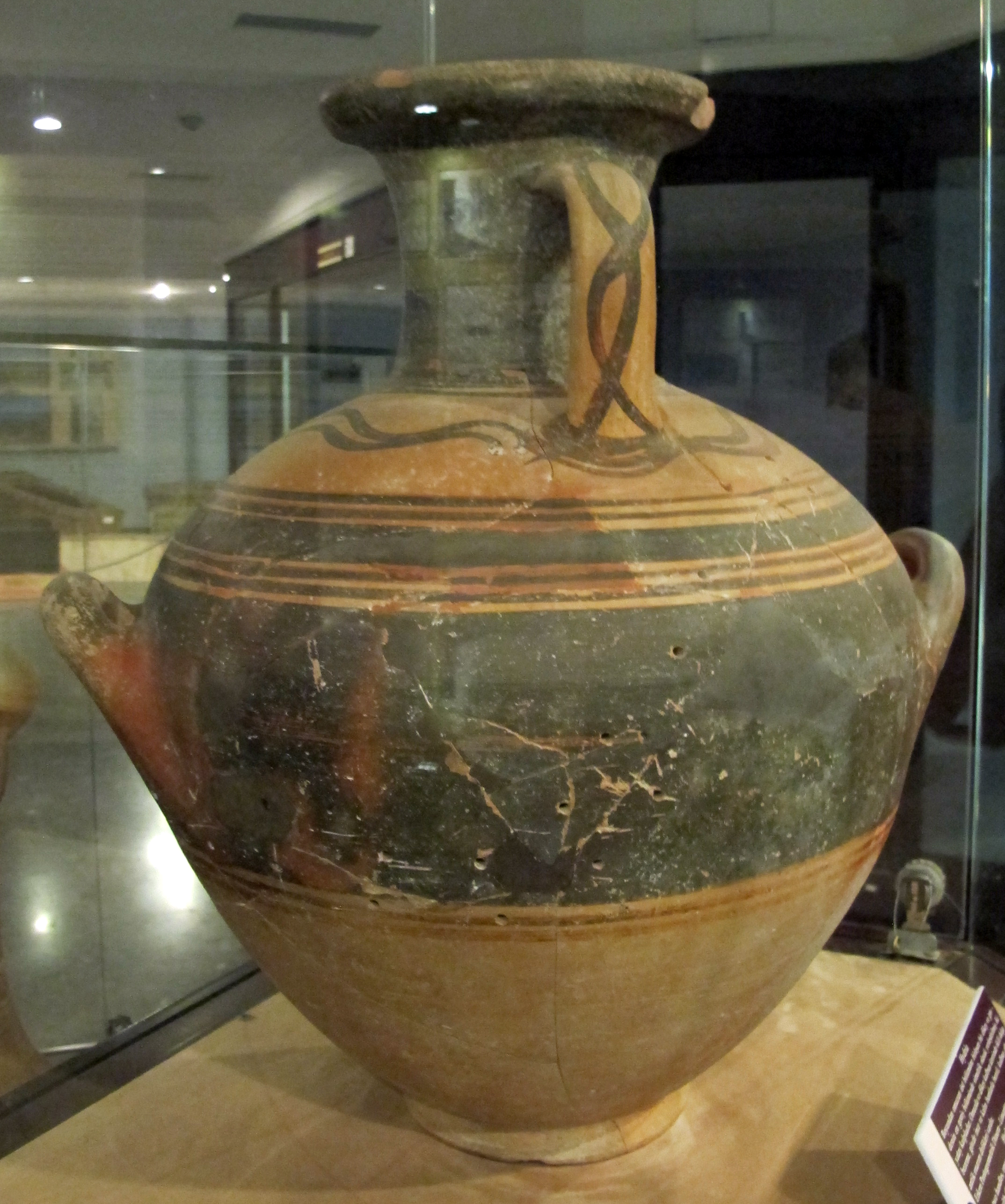
Hydria protogeometrica, da Limantepe (Izmir)

La ceramica protogeometrica è la produzione vascolare della civiltà greca che si pone tra la fine del submiceneo e l'inizio dello stile geometrico, ossia tra il 1050 e il 900 a.C. È il primo momento di rinascita tecnologica e creativa nell'antica Grecia dopo il crollo della cultura minoico-micenea e dell'arte palaziale. Nel nuovo stile è l'Attica la regione greca maggiormente creativa, forse con qualche iniziale influenza proveniente da Cipro, come suggerito dall'adozione del pennello multiplo. Ad Atene gli scavi nel Ceramico e nell'Agora hanno permesso di ricostruirne l'evoluzione; altrove i ritrovamenti sono insufficienti alla definizione coerente degli stili regionali e lo stile attico viene frequentemente usato come paradigma del protogeometrico inteso come un insieme unico e valido per la Grecia intera. Per convenzione la transizione dal submiceneo viene generalmente posta al X secolo a.C.
La decorazione astratta ma spontanea e poco curata della ceramica viene trasformata dai ceramisti protogeometrici attici in un sistema ordinato e rigoroso che vive in rapporto con le forme del vaso. Lo stile, che dipende dall'alternarsi di zone chiare e scure, dalla composizione di parti distinte e chiaramente articolate, non dal singolo dettaglio, viene dagli studiosi generalmente posto alla base del successivo e durevole atteggiamento dell'arte greca nei confronti della forma.

## Origine del protogeometrico
Fu Wilhelm Kraiker nel 1939 a porre per primo in evidenza le caratteristiche formali della ceramica protogeometrica, e furono gli autori tedeschi, Bernhard Schweitzer in particolare, a guardare a questi esiti formali come ad un principio per gli esiti futuri. La differenza sostanziale con i vasi micenei ha portato molti studiosi a ritenere tale scarto giustificabile unicamente con l'invasione da parte di nuove popolazioni. L'avanzamento rispetto al submiceneo è stato spiegato da Vincent Desborough (Protogeometric Pottery, 1952) con l'introduzione di nuove capacità tecniche, quali un tornio più veloce e il compasso per i cerchi concentrici.
Durante il XIV secolo a.C. lo spontaneo naturalismo della ceramografia minoico-micenea divenne sempre più convenzionale e stereotipato. La ceramica micenea, benché riuscisse a mantenere alti standard tecnici, ridusse la decorazione ad un sistema di semplici fasce e di motivi lineari. L'ultima fase dell'arte minoico-micenea, chiamata submicenea, nell'XI secolo a.C., vide una decadenza anche tecnica. Le ipotesi più accreditate circa l'origine dello stile protogeometrico lo ritengono elemento connaturato alle prime popolazioni greche e già presente nel medio elladico, oppure importato dalle popolazioni doriche. Quest'ultima teoria sembra essere contraddetta dalla tradizione letteraria secondo la quale l'Attica sarebbe stata l'unica regione greca a non essere stata toccata dall'invasione dei Dori, oltre che dall'evidenza di una certa derivazione formale del protoattico dalla ceramica micenea. Quale ne sia stata l'origine lo stile protogeometrico segnò l'inizio di una nuova era, e non è escluso che il metodo geometrico, dopo il completo esaurirsi della tradizione culturale precedente, sia stato selezionato tra altri ugualmente utili e possibili.

## Attica
Nello stile protogeometrico si distinguono due schemi fondamentali, entrambi ereditati dal miceneo. Il primo era usato principalmente su vasi di grandi dimensioni e divenne meno popolare verso la fine del periodo; si distingue per una decorazione su fondo chiaro la cui luminosità veniva enfatizzata dagli scarsi ornamenti e dalle fasce dipinte in scuro. Il secondo, complementare al precedente, è chiamato black style o stile a fondo scuro. Anche gli ornamenti a cerchi concentrici e a scacchiera si caratterizzavano per una alternanza di toni chiari e scuri andando a costituire parte dello stesso sistema decorativo.
La decorazione si concentrava sulla spalla nei vasi chiusi e nella fascia tra le anse nei vasi aperti. I grandi vasi chiusi potevano avere una fascia decorativa secondaria a metà del ventre, dove si trovavano cerchi concentrici o linee ondulate; verso la fine del protogeometrico questa fascia secondaria divenne il campo decorativo principale e si sperimentarono le decorazioni sul collo del vaso, che diverranno sistematiche durante il successivo periodo geometrico.
I disegni ornamentali più frequenti erano cerchi e semicerchi disegnati con pennelli multipli montati su compassi, triangoli, losanghe e scacchiere, clessidre e file di denti di lupo, diagonali, zig-zag e linee ondulate. La disposizione degli elementi era simmetrica con una tendenza a complicarsi negli esemplari più recenti. Il protogeometrico era uno stile rigorosamente astratto e le rarissime forme organiche venivano introdotte occasionalmente e senza convinzione: tra queste la singolare silhouette a forma di cavallo su un'anfora del Ceramico (Atene, Museo del Ceramico 560).
Rispetto al periodo submiceneo le forme si diversificano e si distinguono più chiaramente le funzioni. Le forme più comuni sono le anfore, che frequentemente svolgevano una funzione funeraria, a collo distinto, con maniglie verticali o orizzontali, poste a collegare il collo e la spalla o con entrambe le terminazioni all'altezza di quest'ultima, il cratere, i vasi per versare liquidi come le oinochoai con labbro trilobato o tondo, le lekythos, le coppe per bere come lo skyphos, il kalathos, le pissidi sferiche. Molte di queste forme erano ereditate dal miceneo benché modificate: generalmente i contorni si presentano più tesi e più definiti, i corpi passano dal globulare all'ovoidale, con il diametro massimo più alto, i colli sono più larghi e più forti, il piede diviene più evidente e su tazze e crateri può assumere forma conica.
L'argilla varia tra il pallido e il medio marrone; i vasi grandi a fondo chiaro possono presentare un sottile rivestimento giallastro. La pittura varia dal bruno scuro al nero, talvolta virata al rosso in fase di cottura; anche il grado di diluizione si presenta variato negli ornamenti. Sia le superfici dipinte che quelle non dipinte mostrano una certa lucentezza. Generalmente i vasi più tardi, specialmente quelli del black style, sono più curati e la loro argilla scura dipinta con nero lucido è difficilmente distinguibile dai primi lavori del periodo geometrico.

## Altre scuole regionali
L'Argolide, che è stata la regione dominante nella tarda età del bronzo, ha prodotto l'unica scuola protogeometrica paragonabile a quella attica. Da Corinto provengono pochi e modesti esemplari a fondo scuro; qui il protogeometrico dura più a lungo e questo indica solitamente la presenza di una scuola minore. Il nord-est del Peloponneso sembra in contatto con l'Attica, mentre c'è una prevalente influenza argiva in Arcadia. In Beozia sono state trovate alcune importazioni dall'Attica. Quel poco che è conosciuto delle Cicladi meridionali suggerisce modelli attici. Molto protogeometrico è stato trovato a Rodi dove ancora una volta lo stile è quello attico o argivo. A Smirne, Samo, Mileto e in Caria il primo protogeometrico è identico allo stile attico.
In Eubea, in seguito agli scavi di Lefkandi, si è pensato che uno stile protogeometrico fosse iniziato nello stesso periodo e indipendentemente da Atene. In una prima fase le decorazioni non vanno oltre la linea ondulata, ma intorno alla fine dell'XI secolo a.C., ossia nel medio protogeometrico, nuovi ritrovamenti hanno mostrato l'esistenza di una scuola locale originale, nata dall'unione di tradizioni locali e imitazione attica, la quale avrebbe avuto influenza anche in altri territori. Il tardo protogeometrico euboico introdusse la coppa decorata con semicerchi pendenti (PSC cup), una tipologia esportata a Cipro, nel Levante e in Etruria, testimonianza dell'espansione commerciale euboica in questi territori. Uno stile protogeometrico semplificato chiamato sub-protogeometrico persiste fino alla metà dell'VIII secolo a.C. con qualche importazione dal geometrico ateniese.
Dai santuari della Laconia proviene un discreto numero di frammenti che presentano uno stile conservativo di origine differente rispetto alla diffusa influenza attica. I solchi orizzontali sul corpo sono una particolarità di questa scuola; l'argilla è più scura che altrove, il marrone profondo si avvicina al nero ed è dotato di un luccichio metallico. La decorazione è prevalentemente a motivi lineari, ma l'uso occasionale del cerchio può essere indice di una influenza attica, forse giunta attraverso Argo. La più vicina connessione nel sistema dei motivi decorativi è con la Messenia dove sono ugualmente frequenti i motivi rettilinei e dove si trovano, come altrove nella Grecia settentrionale, i semicerchi pendenti talvolta uniti ad altri emergenti dalla base del medesimo pannello. Un protogeometrico non attico è stato individuato anche in Tessalia, dove le influenze attiche sembrano giungere attraverso l'Eubea.
A Creta una più tenace tradizione minoica poneva un limite alle influenze esterne dovute alle importazioni di ceramica attica, e il protogeometrico si diffonde nella zona centrale dell'isola mischiandosi alle sopravvivenze di tradizioni precedenti, evidenti soprattutto nelle forme dei vasi. Vi si trovano il vaso a staffa, il kalathos, una pyxis con pareti alte e scoscese, i vasi a forma di anatra, e una coppa profonda che si trasforma in una sorta di cratere a campana. Altre forme comuni sono un tipo di anfora con collo corto o collare e un'anfora senza piede a base piatta. La tipica decorazione protogeometrica con alternanza di elementi chiari e scuri è poco curata. Gli ornamenti più usati sono i cerchi concentrici che spesso fluttuano nel campo mentre le bande di colore che dividono le zone del vaso sono usate a Creta in modo più libero che altrove. Motivi e stilemi decorativi vengono utilizzati ed abbandonati velocemente senza mostrare la tendenza attica alla stabilizzazione dello stile. A Cnosso il protogeometrico cretese finisce a verso la metà del IX secolo a.C.